# I quattro cantoni
I quattro cantoni (titolo originale Prisoner's Base nell'edizione americana e Out Goes She nell'edizione inglese) è il quindicesimo romanzo giallo di Rex Stout con Nero Wolfe protagonista. È stato edito in Italia anche con il titolo Palla avvelenata.

## Storia editoriale
Il titolo originale scelto da Stout era Dare-Base (un altro nome del gioco noto in italiano appunto come "quattro cantoni"), come risulta dal facsimile della pagina del dattiloscritto originale pubblicata nell'edizione Bantam del 1992. Stout spiegò al suo biografo John McAleer: "Il titolo del mio manoscritto era Dare-Base, da un gioco che facevamo in Kansas quando ero un ragazzo. Il mio editore, Harold Guinzburg, disse che era maggiormente noto come Prisoner's Base."
Nel 2011 la Random House, che aveva acquistato la casa editrice Viking nel 1975, scoprì che quasi tutte le edizioni in brossura successive alla prima edizione rilegata avevano omesso il capitolo 17.

## Trama
(Traduzione di Ida Omboni)
New York, estate del 1952. La giovane Priscilla Eads, che a breve erediterà il controllo di una società tessile, la Softdown si presenta una sera nella casa di Nero Wolfe chiedendo ad Archie Goodwin di poter essere ospitata. Wolfe, come sempre contrario a tutto ciò che non rientra fra le tradizioni della casa, decide di mettere l'ospite inatteso alla porta.
Gli eventi assumono un risvolto drammatico, perché nel corso della notte Priscilla viene uccisa nella sua casa da qualcuno che ha anche ucciso in strada la cameriera della ragazza per impadronirsi delle chiavi.

La mattina dopo, visto che non ci sono possibili clienti, Wolfe dichiara di non essere interessato al caso, tuttavia Archie si sente responsabile per l'accaduto e vuole indagare. La prima mossa del "braccio destro" di Nero Wolfe è presso la sede della società, irrompendo a sorpresa in una riunione dei soci che stanno discutendo fra loro proprio dell'omicidio, e che, come da testamento del padre di Priscilla, si sarebbero suddivise le quote azionarie della società, non avendo la Eads raggiunto l'età in cui le avrebbe ereditate. 
Durante la riunione interviene la polizia, e il tenente Rowcliff arresta Goodwin con l'accusa di aver interpretato un personaggio della legge.
Goodwin resta in arresto fino a che non interviene Wolfe, personalmente anche lui convocato dalla polizia, e che dichiara di prendere Goodwin stesso come cliente.
Iniziano così le indagini, e Goodwin incontra prima Sarah Jaffee, giovane ereditiera di parte della azienda e amica d'infanzia di Priscilla, e poi Andreas "Andy" Fomos, marito di Margaret, la cameriera uccisa. A questo punto si presenta a casa di Wolfe Albert M. Irby, rappresentante di Eric Hagh, ex marito di Priscilla Eads, il quale sostiene di avere un documento scritto da Priscilla che testimonia il suo diritto ad ottenere la metà dei beni della stessa. Wolfe convince Sarah Jaffee a minacciare i rappresentanti della Softdown di una causa legale, ottenendo così di poter riunire tutti i soggetti interessati, compreso Eric Hagh giunto dal Sud America per un confronto.
Alcune ore dopo il termine della riunione serale, Sarah Jaffee telefona a Goodwin per chiedergli se ha trovato le chiavi di casa; questi, insospettito, le dice di cercare di mettersi al sicuro e la raggiunge, trovandola però anch'essa strangolata. Colpito emotivamente, a questo punto Goodwin decide di affiancare le forze dell'ordine nell'indagine, lasciando Wolfe a indagare per conto proprio. Non trovando il bandolo della matassa, viene chiesto a Wolfe di poter ripetere nello studio la riunione serale precedente per ricostruire gli avvenimenti. Wolfe accetta e tutti i protagonisti tornano nella casa di arenaria.

### Conclusione
Durante la riunione a cui è presente anche Saul Panzer, che ha aiutato Wolfe nell'indagine, l'investigatore espone le sue conclusioni: l'omicidio della cameriera non era solo legato al furto delle chiavi, ma anche all'eliminazione di una testimone, come anche quello di Priscilla. Wolfe rivela che le sue indagini lo hanno portato a conoscenza che il vero Hagh era morto anni prima, e che il soggetto che ne ha preso il nome era un impostore che voleva far valere il documento di Priscilla per arricchirsi, ma che aveva dovuto eliminare le due donne che potevano riconoscerlo, come pure la Jaffee a cui Priscilla aveva mandato una foto del suo vero marito e che aveva fatto l'errore di mostrare di aver capito che l'uomo che si presentava non corrispondeva, senza però rendere pubblica la conclusione. L'impostore dal nome di Siegfred Muecke viene arrestato dalle forze dell'ordine presenti ponendo fine al caso.

### Personaggi principali
- Nero Wolfe: investigatore privato
- Archie Goodwin: suo assistente
- Fritz Brenner: cuoco e maggiordomo
- Saul Panzer: investigatore privato
- Priscilla Eads: giovane miliardaria
- Margaret Fomos: cameriera di Priscilla Eads, prima vittima
- Sarah Jaffee: amica di Priscilla
- Jay L. Brucker: presidente de La Morbidissima
- Bernard Quest: vicepresidente
- Perry Halmar: consulente legale
- Oliver Pitkin: tesoriere
- Viola Dudey: vicesegretaria
- Daphne O'Neill: creatrice di moda
- Andy Fomos: marito di Margaret
- Erich Hagh: ex-marito di Priscilla
- Albert Irby: avvocato di Erich
- Cramer: ispettore della Squadra Omicidi
- Purley Stebbins: sergente della Squadra Omicidi
- Rowcliff: tenente della Squadra Omicidi
- Skinner: commissario della Squadra Omicidi
- Bowen: procuratore distrettuale di New York

## Critica
"Gran parte del piacere nel leggere i romanzi di Rex Stout con protagonisti Nero Wolfe e Archie Goodwin è la competenza dei protagonisti. Ognuno è un detective brillante a suo modo e come squadra sono magnifici. A parte l'erudizione e il raziocinio di Wolfe e il fascino e il coraggio di Goodwin - potremmo elencare altre qualità ed eccentricità per entrambi - c'è la loro fusione come squadra e nell'"azienda a conduzione familiare" che è l'ambientazione della maggior parte delle attività della squadra. In Prisoner's Base tutto ciò viene meno. La distruzione della trama del romanzo è irrimediabile; ma in effetti, senza le turbolenze nel rapporto di lavoro tra i due che percorrono tutto il libro, e senza le lampanti incompetenze sia di Wolfe sia di Goodwin, non ci sarebbero stati omicidi da riferire, e quindi niente trama e niente storia. 
 Cosa intendiamo per incompetenza qui? Sappiamo che i nostri detective della finzione non sono né onniscienti né onnipotenti: commettono errori, e non ci aspettiamo la perfezione. Ci aspettiamo, però, che siano più che ragionevolmente bravi nella loro professione. Se non sempre corretti, almeno non dovrebbero mai apparire stupidi al lettore. [...] Se Prisoner's Base fosse stata la mia prima incursione nella serie dei romanzi di Nero Wolfe e Archie Goodwin, sarebbe stato difficile convincermi a leggerne un altro. [...] Ci sono dei buoni punti, ci sono delle buone scene, ci sono dei buoni personaggi che in genere si muovono a un buon passo - ma il romanzo è un fallimento."
"Questo libro ha molti personaggi memorabili insieme all'ottima trama - Archie e Wolfe litigano, Archie va a indagare da solo; quando viene arrestato, Wolfe (avendo dovuto sopportare l'indegnità di essere stato malmenato e portato alla stazione di polizia) accetta Archie come cliente; Archie ha un debole per Sahah Jaffe, la deliziosamente sbadata vedova di un veterano della guerra di Corea e la aiuta a superare il lutto; e quando un terzo delitto avviene mentre Archie è al telefono con la vittima, Archie si unisce ai poliziotti come consulente per risolvere il caso. Ma naturalmente è Wolfe, dopo aver riunito insieme tutti i sospetti, che trova infine la soluzione in fondo semplice ma elegante a tutti e tre gli omicidi. Questo libro vede Stout e Wolfe più o meno al loro meglio del periodo post seconda guerra mondiale ed è davvero una gioia dall'inizio alla fine."

## Edizioni
- Rex Stout, Palla avvelenata, traduzione di Ida Omboni, collana Nero Wolfe, BEAT Biblioteca degli Editori Associati di Tascabili, 2014  [1952],  p. 188, ISBN 978-88-6559-043-0.
- Rex Stout, I quattro cantoni, traduzione di Ida Omboni, collana Oscar Mondadori - Oscar Gialli, Arnoldo Mondadori Editore, 1988,  p. 181, ISBN 88-04-30731-5.
- Rex Stout, I quattro cantoni, traduzione di Ida Omboni, collana Il Giallo Mondadori n.246, Arnoldo Mondadori Editore, 1953,  p. 128.

## Opere derivate
I quattro cantoni, episodio della serie televisiva prodotta dall'emittente televisiva A&E Network nel 2001